# Тернопольская областная филармония
Тернопольская областная филармония (укр. Тернопільська обласна філармонія) — государственное учреждение культуры города Тернополь, основанное в декабре 1939 года.
Филармония ведёт концертную, музыкально-лекционную деятельность.

## Здание

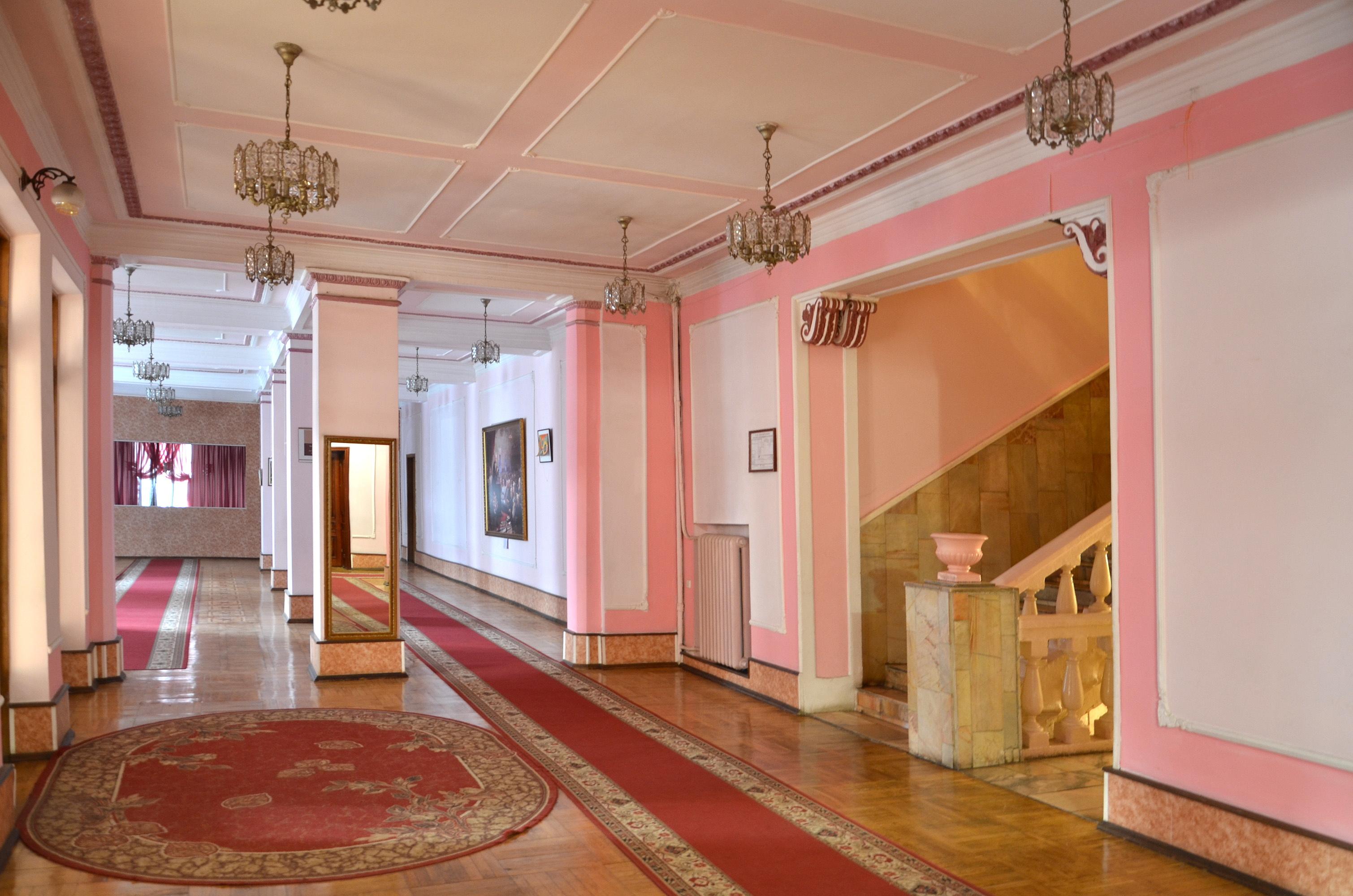
Вестибюль

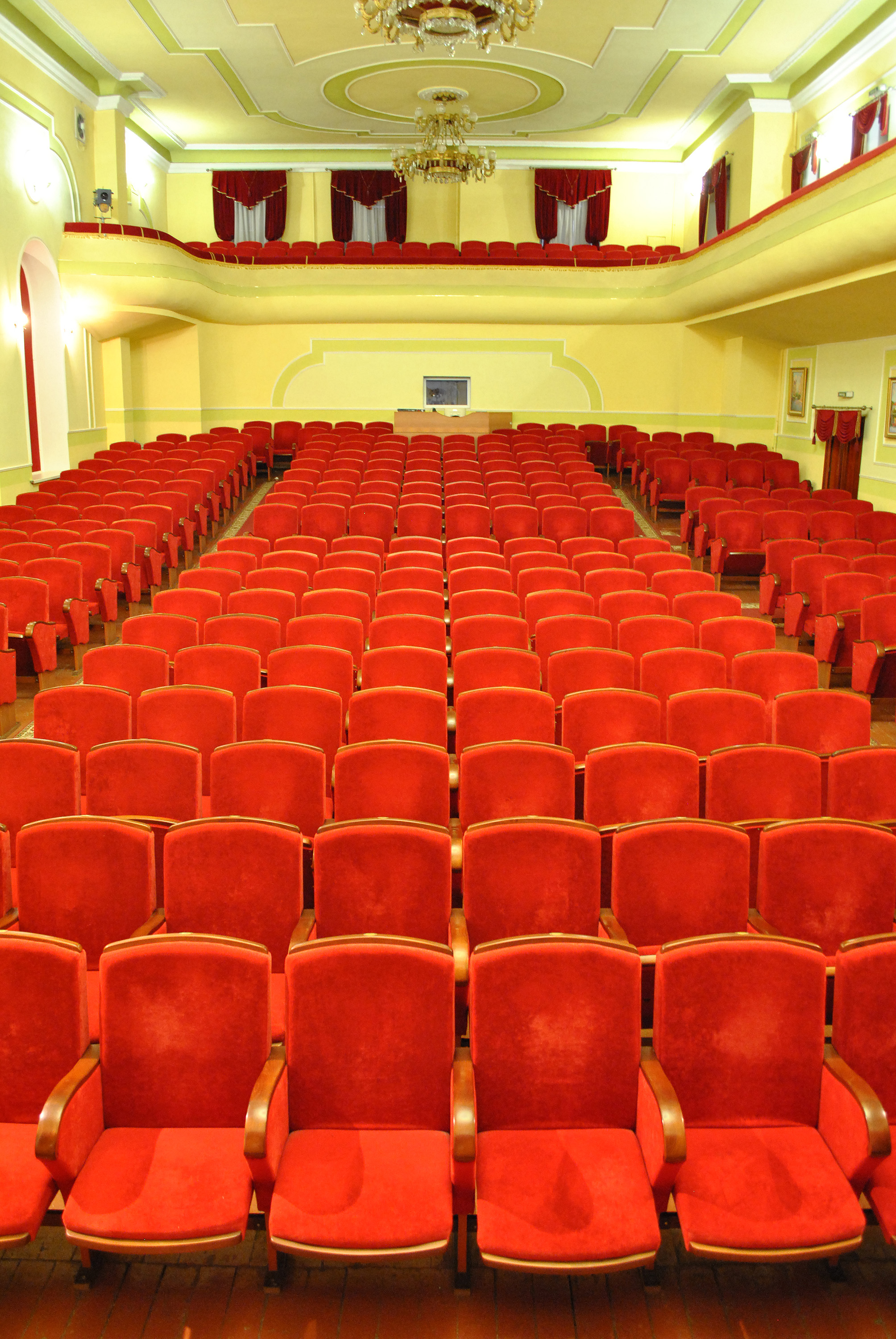
Зрительный зал

Филармония расположена в доме тернопольского «Мещанского братства» на улице Князя Острожского (ныне — историко-культурный памятник).
В здании выступали Иван Франко (1905, 1911), хор «Тернопольский „Боян“», Саломия Крушельницкая (1928), Богдан Лепкий (1929), работал театр «Тернопольские театральные вечера» (1915—1917) и другие.
В настоящее время в помещении филармонии расположен концертный зал на 400 мест, малый репетиционный зал, комнаты для занятий и другие помещения.

## Коллективы
Ранее работавшие коллективы:
- хоровая капелла под руководством М. Вороняка,
- вокально-инструментальные коллективы «Днестр» (руководитель М. Шамли) и «Збруч» (руководитель Щуцкий),
- фортепианное трио Г., Р. и Я. Теленков,
- ВИА «Медоборы» (рук. Олег Марцинковский),
- симфо-джаз оркестр (руководитель Семчишин),
- струнный квартет (руководитель Игорь Велиган),
- мужской вокальный квартет «Аккорд» (руководитель Е. Гунько)

В настоящее время работающие коллективы:
- академический ансамбль танца «Надзбручанка» (руководитель Юлия Якимчук),
- академический ансамбль народной музыки «Узор» (руководитель Мирослав Бабчук),
- академический камерный хор «Бревис» (руководитель Святослав Дунець),
- вокальное трио «Соловьи Галичины» (руководитель Богдан Иванонькив),
- академический симфонический оркестр (руководитель Мирослав Криль)[1] ,
- камерный оркестр (руководитель Кирилл Семенченко)

## Современность
В филармонии в разные периоды трудились следующие музыканты: Любовь и Виктор Анисимовы, Иво Бобул, Николай, А. и С. Болотные, Б. Ефремов, Б. Кирилюк, Г. Котко, Юрий Кройтор, Виктор Павлик, Оксана Пекун, И. Равлюк, Иосиф Сагаль, Александр Серов, Л. Тимощук и другие.
В настоящее время в Тернопольской областной филармонии работают более 150 музыкантов, танцоров, вокалистов, лауреатов международных и всеукраинских конкурсов; вокалисты Левко Корженевский, Наталья Лемешка, Наталья Присич, Оксана Малецкая, Андрей Оленин, артистка разговорного жанра, ведущая концертов Андриана Онуфрийчук и другие.
В репертуаре коллектива более 40 концертных программ, с которыми артисты гастролируют по Тернопольщине, по Украине и за рубежом.

## Сотрудничество
Тернопольская областная филармония сотрудничает с Тернопольским музыкальным училищем, Тернопольским академическим областным драматическим театром, детскими музыкальными школами города, творческими коллективами и артистами из Украины и зарубежья, создаёт с ними совместные проекты (Александр Семчук, С. Пятничко, А. Рапита, А. Ривняк, М. Стефьюк, В. Фогель (США), А. Шутко и другие).
На сцене филармонии во время гастролей в Тернополе выступали известные художники и творческие коллективы.

## Директора
- Н. Полищук, И. Долинский, П. Карабинин, Т. Висящий, П. Петренко, А. Погребной, А. Шапиро (1944—1953),
- И. Луцик (1953—1959),
- С. Хорольский (1959—1964),
- К. Козачук (1964—1965),
- Г. Батищев (1965—1973),
- Ю. Баженов (1973—1991),
- Богдан Иванонкив (1991—1993),
- М. Ростоцкий (1993—2000),
- Григорий Шергей (2000—2007),
- от 2007 — Ярослав Лемешка[2] .